# Троя
Тро́я, або І́ліон (грец. Τροία, Ἴλιον) — старовинне місто на північно-західному узбережжі Малої Азії (точне місце — пагорб Гіссарлик — встановив 1871 року німецький археолог Генріх Шліман), де, за епосом та іншими давньогрецькими джерелами, на початку XII ст. до н. е. відбулася Троянська війна.
Назва міста пов'язана з іменами троянського володаря Троя та його сина Іла.
Самі троянці етнічно не були пов'язані з греками, але їхня верхівка частково прийняла грецьку мову й культуру. Пізніші джерела Римської імперії вважали тевкрів (Teucri) нащадками мешканців легендарної Троади (столиця — Троя). За свідченням «батька історії» Геродота, це плем'я походить від імені Тевкра — першого царя Трої (3100 р. до н. е.). Після поразки в Троянській війні від ахейців/греків частина троянців/тевкрів на чолі з царем Енеєм прибула до Італії. Про це також писав стародавній автор Стесіхор (VII ст. до н. е.). Його коментарі до цих подій залишилися на мармуровому барельєфі так званого «Нового палацу» (І ст. до н. е.), що входить до комплексу Капітолійських музеїв у Римі.

## Назва міста
В гомерівському епосі місто згадується під двома назвами — Троя (Τροία) та Іліос (Ἴλιος). Останній варіант у післягомерівські часи змінив рід і форму, перетворившись на Іліон (λιον). Троєю місто зветься частіше в «Іліаді», Іліоном — в «Одіссеї».
Ці назви вживалися з епітетами, деякі характерні виключно або для Трої, або Іліону. Іліон — «священний», «крутий», «обдуваний вітрами». Троя — «простора», «широковулична», «висока», «вітряна», «доброкінна», «високобрамна».
Причини цього вбачаються у первісній нерівнозначності назв. Під Іліосом розумілося місто, під Троєю (пізніше Троадою) — місцевість, де воно стояло.

## Троя в міфах
Основна міфічна версія заснування Трої говорить, що під час голоду частина критян вирушила заснувати місто під проводом царевича Скамандра. Критяни зупинилися біля міста Гамаксіт, коло гори Іда. Бог Аполлон порадив закласти місто там, де на них нападуть «породження землі». Вночі в табір прибігла зграя мишей, що перегризла всю шкіру на зброї та знаряддях. Скамандр лишився там, одружився з німфою Ідеєю, яка народила Тевкра (Теукра). За іменем останнього поселенці стали називати себе тевкрами і перемогли сусідів бебриків, хоча Скамандр втонув під час битви. Іноді згадується, що саме Тевкр очолив критян і привів їх на місце Трої, запрошений царем Дарданом, який віддав йому в дружини свою дочку.
Афінська версія полягає в тому, що Трою заснував Тевкр з Афін. Він пересилився у Фригію і прихистив у себе Дардана після смерті його брата Іасіона. Після допомоги в боротьбі з сусідами Дардан запропонував заснувати місто, яке було названо Дарданією, на пагорбі Ата. Однак оракул Аполлона застеріг, що місто зазнаватиме нещасть, тому його було закладено біля гори Іда. Дарданія з часом злилася з містами Троя та Іліон, які заклали цареві родичі, в єдине місто. На честь сина Дардана Ідея було названо Ідейські гори, він приніс на ті землі культ Матері богів Кібели. Ідей мав старший братів Еріхтонія та Іла, перший з них успадкував трон і мав сина Троса (Троя). Іл, перемігши на іграх, окрім іншого отримав у нагороду корову, яка вказала йому за велінням Аполлона місце, де він заснував Іліон. Також згадується, що Іліон заселили переселенці з Локріди. Святинею міста став Палладій — знайдений Ілом ідол, скинутий Афіною з неба. Трос же замінив Еріхтонія по його смерті, а згодом його володіння стали на честь нового царя називатися Троадою чи Троєю.
Найвідоміші міфи про Трою, зокрема Троянську війну, містяться в творах Гомера. Римляни у власній міфології, яка сформувалася після Гомера, вели свою історію від Енея, котрий вцілів у тій війні та вирушив на пошуки нового дому.

### Гомерівська Троя

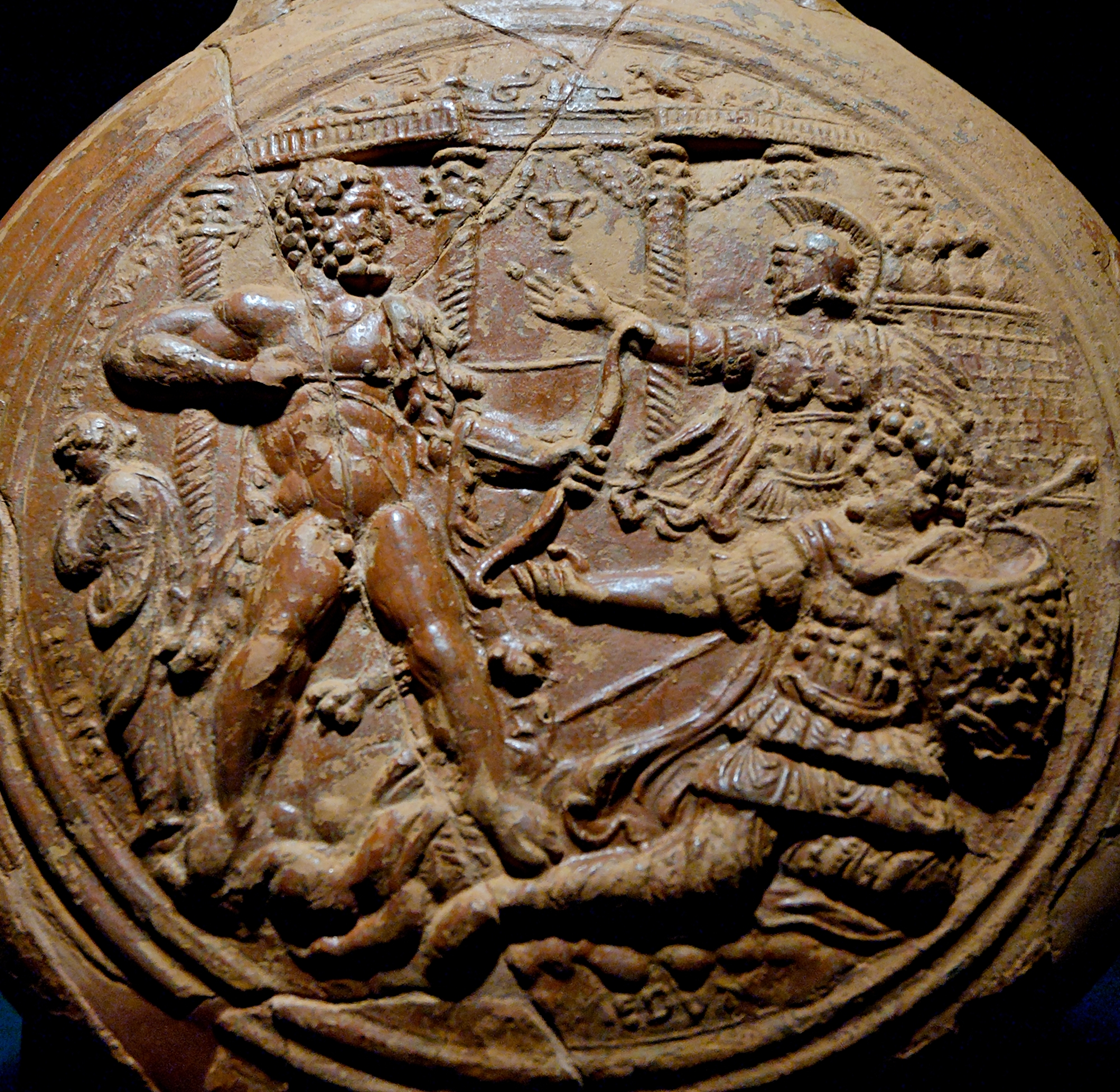
Геракл вбиває царя Трої Лаомедонта. Зображення на флязі I—II ст. н. е.

Основним джерелом відомостей про Трою до її знайдення Генріхом Шліманом були поеми Гомера «Іліада» і «Одіссея», де відображені як міфи, так і деякі історичні факти. Вважається, що гомерівська Троя відповідає археологічній Трої VII. Гомер використовував великий цикл оповідей, що стосувалися Троянської війни. В античні часи існували твори, нині втрачені або збережені в уривках, що розповідають про події, не згадувані Гомером.
Згідно з грецькими переказами, Троя стояла поблизу Дарданеллів. Жителі міста відомі як тевкри або дардани (за іменами легендарних родоначальників), а також троянці або іліонці (за Троєм та Ілом). Іл, що був батьком Лаомедонта, удвох з героєм Еаком та з допомогою богів Аполлона і Посейдона, що їх покарав службою смертному Зевс за посягання на його владу, побудував незламні міські мури. Однак Лаомедонт не бажав віддячити за працю, тому Посейдон наслав на Трою чудовисько. Лаомедонт звернувся по допомогу до Геракла, і знову не дотримався обіцянки за знищення чудовиська віддати героєві безсмертних сніжно-білих коней. Геракл у відповідь набрав на Пелопоннесі невелику армію і напав на місто, проломивши стіну в найслабшому місці, там, де богам допомагав смертний Еак. Під час розграбування міста Лаомедонт і його сини загинули, крім Подарка, котрий вважав Геракла гідним винагороди і був викуплений сестрою Гесіоною. Подарк отримав нове ім'я — Пріам, що означає «викуплений», став новим царем і відбудував Трою.

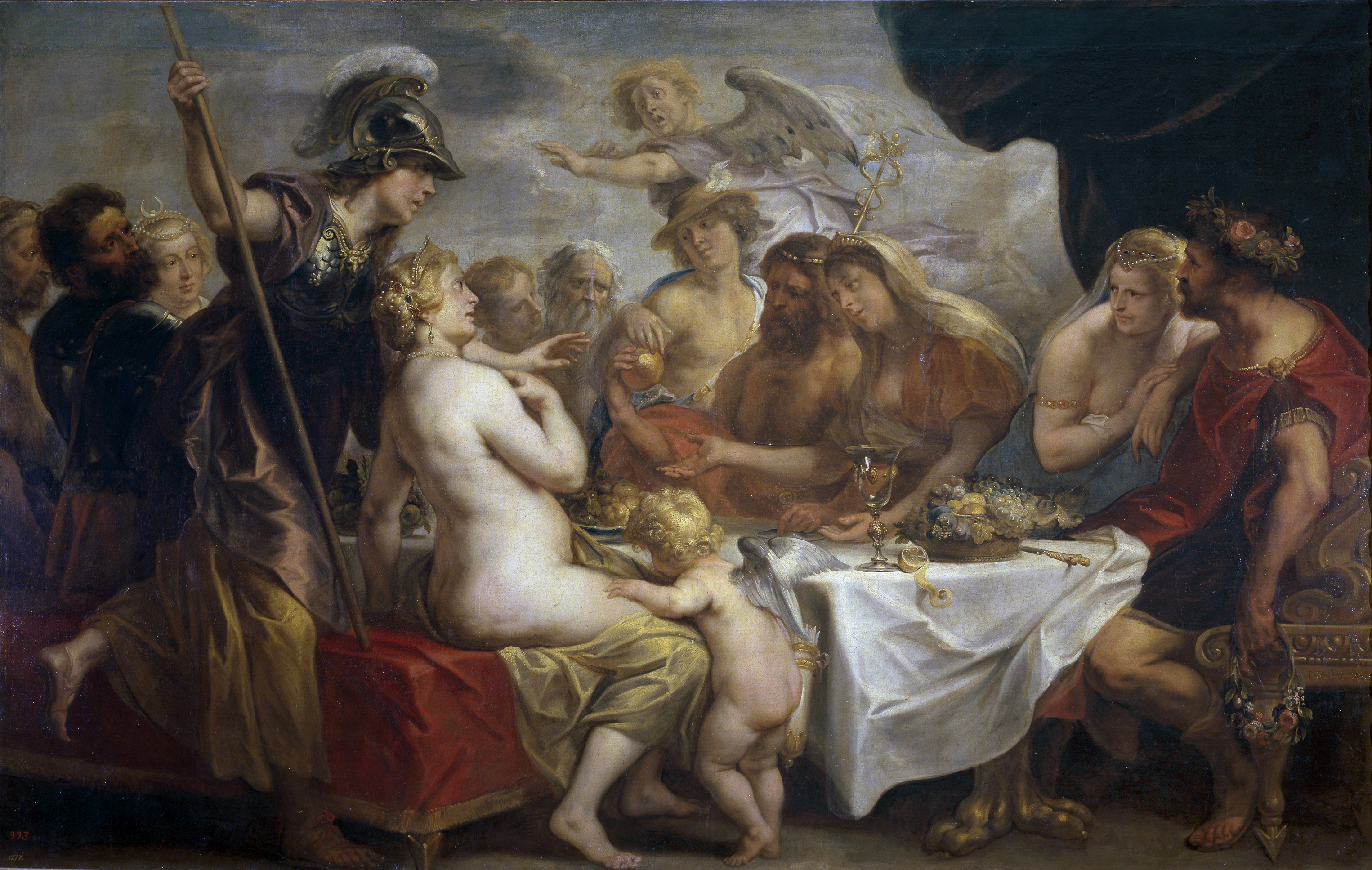
Богині сперечаються за Яблуко розбрату. Картина Якоба Йорданса, 1633 рік.

За Пріама, який мав довге життя, Троя процвітала. У нього було 50 синів, серед яких найвідоміші Гектор і Паріс, і 20 дочок. За міфом, Ерида — богиня розбрату — підкинула на весіллі Пелея і Фетіди золоте яблуко з написом «найпрекраснішій». Серед богинь Гери, Афіни і Афродіти спалахнула суперечка хто мається на увазі під «найпрекраснішою». Зевс відмовився бути суддею, а Гермес привів богинь на схил троянської гори Іди, де син Пріама, Паріс, повинен був вирішити, котра з них найвродливіша. Гера пообіцяла йому панування над усією Азією і незліченні багатства, Афіна — військову славу і велику мудрість, а Афродіта — найпрекраснішу зі смертних жінок Єлену. Паріс віддав яблуко саме їй.
Паріс вирушив у Спарту, де на його честь цар Менелай влаштував бенкет. На десятий день святкувань Менелай був змушений відплисти на Крит, побачити Ідоменея, царя Кносса. Як і обіцяла Афродіта, Єлена, закохавшись в Паріса, втекла з ним. За іншими версіями, Паріс викрав Єлену силою, і викрадення було насправді результатом рейду троянців на Лаконію з метою захоплення скарбів і жінок. Також згадується, що були захоплені й інші царські жінки і раби, а Паріс вчинив грабіж на Егейських островах перш ніж повернутися в Трою.
Менелай запропонував своєму братові Агамемнону повести армію на Трою задля помсти. Цар погодився, хоча і відправив у Трою послів з вимогою повернення Єлени і компенсації, які повернулися з порожніми руками. Менелай і його союзник Нестор вирушили вмовляти інших грецьких царів приєднатися до походу на Трою. Головними воїнами-героями стали Ахіллес, Одіссей і Аякс, але їхні царства були невеликі; основні сили прийшли з Пелопоннесу (Пілоса, Спарти, Тіринфу і Мікен) і Криту (Кносса). У гомерівській «Іліаді» зберігся перелік з 164 місць Греції, звідки були послані війська.

У Авліді оракул передбачив падіння Трої на десятий рік. Греки відпливли до Малої Азії і помилково напали на Тевфранію, думаючи, що це володіння Трої. Після битви греки повернулися до рідних берегів. Після цього імовірно минуло 8 років, поки греки зібралися в наступний похід. Кораблі не мали попутного вітру, віщун Калхас оголосив, що Агамемнон образив Артеміду й мусить пожертвувати свою дочку Іфігенію, щоб умилостивити богиню. За пізнішими переказами Іфігенія врятувалася.

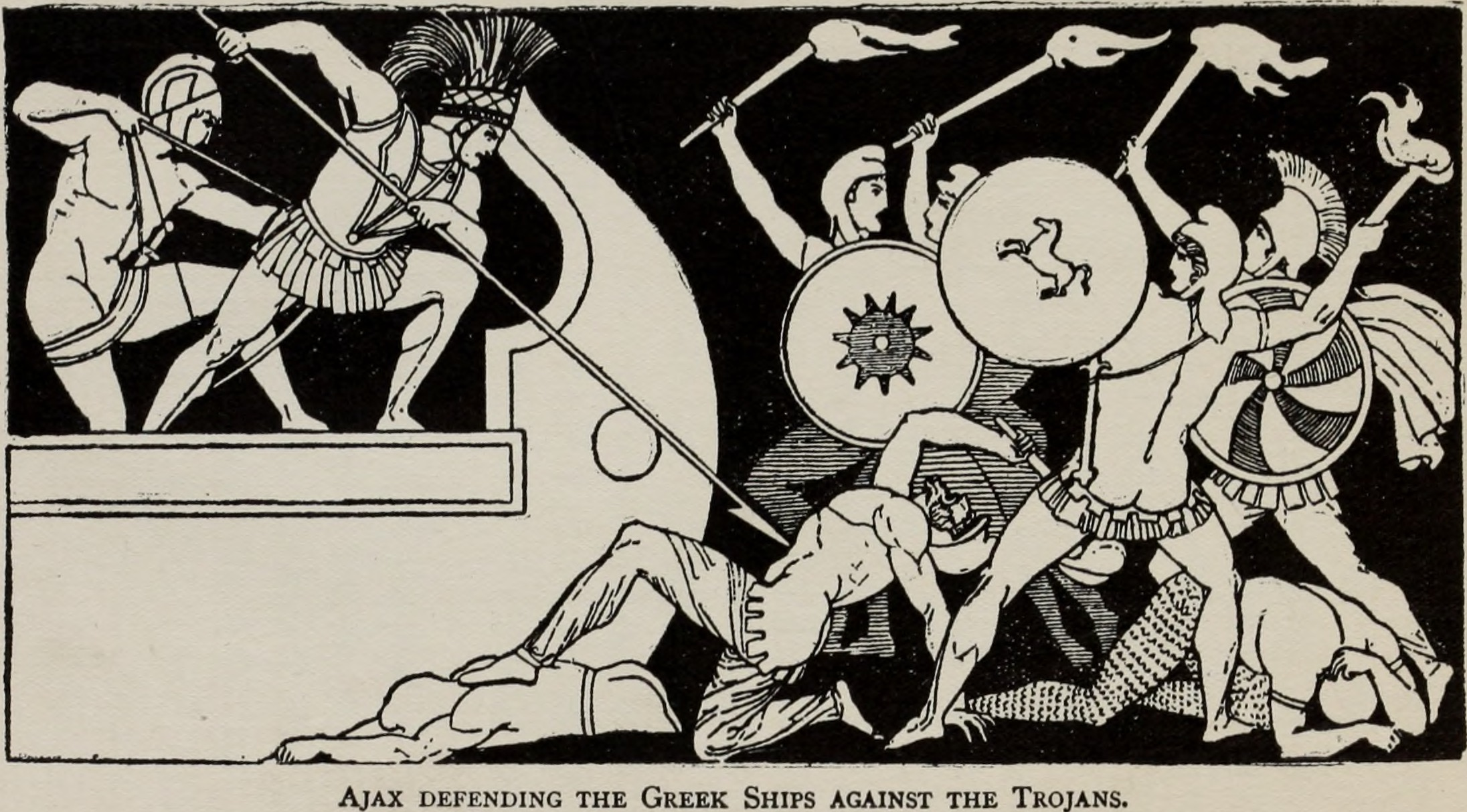
Аякс обороняє грецький корабель від троянців. Ілюстрація 1911 року.

Врешті боги послали вітер і греки висадилися на острові Лесбос, потім на Тенедосі, який розграбували. Витягнувши кораблі на берег між двох мисів, вони облаштували табір, захищений із суші стіною з землі, колод і каміння. У розпочатій війні обидві сторони не тільки боролися одна проти одної, а й грабували навколишні землі та острови. Однак війна тривала з перемінним успіхом і ні греки ні троянці не могли пересилити ворога. На десятий рік війни греки, припинивши набіги на Малу Азію, перейшли до облоги Трої. Найхоробріший троянський воїн Гектор загинув у сутичці з Ахіллесом після смерті улюбленого друга Ахіллеса, Патрокла. Після смерті союзника троянців Мемнона, в битві біля Скейської брами, Паріс вразив Ахілла пострілом з лука в п'яту — єдине вразливе місце. Збожеволівши через цю втрату, Аякс вчинив самогубство, а Паріс був убитий Філоктетом, проте троянці й після цього відмовлялися видати Єлену.
За порадою Одіссея греки пішли на підступні хитрощі, збудувавши Троянського коня, начебто в дар Афіні, всередині якого сховався загін воїнів. Греки спалили свій табір і вийшли на кораблях у море, нібито визнавши поразку, та сховалися недалеко від острова Тенедос. На світанку троянці потягли коня в місто і влаштували святкування. Уночі грецький флот потай повернувся до берега, а воїни з коня вийшли на вулиці Трої, перебили варту і відкрили міську браму. Неоптолем, юний син Ахілла, вбив старого Пріама. Менелай мав намір убити Єлену, але вражений її красою, відкинув меч. Чоловіків і дітей троянських героїв греки повбивали, жінок взяли в рабство і відвезли у Грецію. Військо Агамемнона пограбувало і спалило Трою, зрівнявши з землею її стіни. На довершення дочку Пріама Поліксену було принесено в жертву на могилі Ахілла і династія Пріама закінчилася.

## Археологічна Троя

План Трої I—IX

На пагорбі Гіссарлик, де стояла Троя, Шліманом і пізнішими дослідниками виявлено щонайменше 40 пластів, які поділяються на 9 основних культурних шарів. Ці шари мають назви Троя I, Троя II і т. д. До ранньої бронзової доби належать шари з I по V. Загальна товщина цих нашарувань становить приблизно 12 метрів. Вони мають таку велику товщину через періодичні розрівнювання території після пожеж і поховання побутового сміття під шарами глини. В ході розкопок археологи неодноразово розкопували будинки, де цей процес повторювався раз по раз до тих пір, поки рівень підлоги не піднімався так високо, що для нормального проживання в будинку доводилося піднімати вище дах і переробляти вхід.
Початок шару Трої VI характеризується різким переходом до середньої бронзової доби. У культурному шарі VI перехід до другої половини доби пізньої бронзи егейської цивілізації був поступовим.

### Троя I (3000— 2500р. до н.е.)
Найдавніше поселення на території Трої мало невелику фортецю діаметром не більше 90 м, від якої збереглося кілька фрагментів. Фортеця складалася з масивних оборонних стін з брамою і квадратними в плані вежами. Стіни з сирцевої цегли стояли на валах, покритих камінням і глиною. Пізніше фортецю було розширено на приблизно 6 метрів. В цьому поселенні розрізняються десять послідовних шарів, що свідчить про тривалість його існування.
У багатьох житлах стіни були оштукатурені, а підлоги застелені тканими килимами. Вогнища слугували для обігріву і готування їжі, імовірно, будинки мали в стелі отвори для виходу диму. Троянці вживали яловичину, баранину, козлятину і свинину, іноді до них додавалися кролятина і оленина. Часто в їжу вживалися молюски, дельфіни, а також риба. Кераміка цього періоду виліплена без гончарного кола, вона сірого або чорного кольору і має поліровану поверхню. Часто прикрашалася орнаментами у вигляді жолобків, виступаючих ребер і поглиблень. Троянцям цього періоду було відоме ткацтво. Населення користувалося знаряддями з каменю, кісток і міді. Виявлено ливарні форми, але знахідки мідної зброї невідомі. В Трої I не знайдено золотих виробів, прикраси виготовлялися з камінців, кісток і зубів тварин. Зі знахідок важко встановити деталі релігійного життя Трої I, а поховання, за винятком кількох дитячих, не знайдені. Шар завершується слідами масштабної пожежі.

### Троя II (2500—2300р. до н.е.)

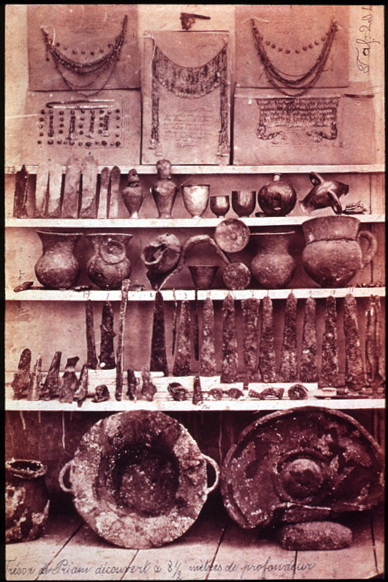
Скарб Пріама

Період Трої II почався з повного відновлення фортеці, була побудована близька до круглої цитадель діаметром близько 125 м. Стіни складалися з необроблених каменів та сирцевої цегли зверху. З південного сходу до фортеці вів пандус, вимощений добре підігнаними шматками плитняку. Оборонна стіна двічі перебудовувалися і розширювалася в міру зростання могутності і багатства володарів. У центрі фортеці частково зберігся палац з глибоким портиком і великим головним залом. Навколо палацу — двір, менші житлові приміщення і склади. Сім шарів Трої II накладаються один на одного. До 1890 року саме Троя II вважалася містом, описаним Гомером.
Місто було значно багатшим за Трою I, місцями збереглася біла штукатурка, хоча ніяких слідів розпису по ній знайдено не було. Для приготування їжі та обігріву як і раніше використовувалися вогнища і жаровні. Залишки кісток тварин і риб, а також раковин вказують на те, що жителі Трої II харчувалися м'ясом тих же самих видів тварин і риб, що і їх предки. Різноманітність вживаних в їжу молюсків і риби збільшилася, було виявлено велику кількість обвуглених бобів, сочевиці, зерен пшениці. Троянцям були відомі примітивні ручні млини. Це свідчить, що основним заняттям троянців було сільське господарство. Жителі Трої II тримали великі стада кіз і овець, ткали тканину з вовни. Гончарі виробляли чорні посудини з гладкою поверхнею, що нагадують майоліку, а також невелику кількість червоної і чорної майоліки. Вони відкрили гончарне коло, але невідомо чи винайшли його самі, чи його було запозичено. Примітно, що на одному з черепків знайдено дитячий малюнок воїна в обладунках.
Шліманом в Трої II було знайдено так званий Скарб Пріама (насправді на тисячу років давніший за час правління цього царя) і вісім менших скарбів з виробами із золота, срібла та електруму. За Страбоном, біля Трої існували золоті копальні. Троянці озброювалися короткими мідними і бронзовими мечами, кинджалами і долотами, що могли слугувати за топірці. В шарах Трої II виявлено фігурки богів, зроблені з каменю і глини, як в Трої I.
На останньому шарі Трої II є сліди полум'я, від якого цегла спеклася воєдино, а каміння розкришилося. Катастрофа була раптовою, мешканці тікали, покидавши всі свої цінності і предмети домашнього вжитку.

### Троя III—V (2300—1700р. до н.е.)
Після зруйнування Трої II її місце була негайно зайнято. Поселення III, IV і V, кожне з яких розміром перевершує попереднє, мають сліди безперервної культурної традиції. В кожному з них була оборонна стіна, житлові будинки, побудовані нерівними рядами, розділені вузькими вуличками, заповнювали весь простір усередині фортеці. При кладці мурів використовувався прийом чергування рядів каменю та цегли з глиною.
Стіни будинків складалися з каменів, імовірно тих, що лишилися після пожежі. Прості люди жили в свого роду квартирах, що складалися з однієї-трьох кімнат. Стіни обмазували рідким брудом, іноді зверху його покривали шаром глини. Підлоги були глиняними, невеликі їх ділянки займали вогнища неправильної форми.
Кераміка Трої III практично нічим не відрізняється від кераміки Трої II, за невеликими винятками це вироби одних і тих же видів. Були поширені посудини з ліпними зображеннями людського обличчя. Судячи з деякого посуду, троянці користувалися косметикою і робили татуювання. Поряд з місцевими виробами знайдено, як і в більш ранніх шарах, привізні товари, характерні для материкової Греції ранньої бронзової доби. Невідомо що стало причиною руйнування Трої III, але наступне місто було більшим, займаючи 17 тисяч м2.
Шліманом було пошкоджено значну частину Трої IV, тому з цього шару відомо порівно мало знахідок. Споруди частково розташовувалися на терасі за оборонним муром. Будівельники повернулися до зведення споруд на камінних фундаментах з необпаленої цегли. Відомо, що населення користувалося меблями. Посуд прикрашався орнаментами, часто хрестоподібними, і полірувався. В житлах з'явилися печі з верхньою частиною у вигляді купола. Населення почало більше уваги приділяти кулінарії. Можливо, через зростання населення рівень добробуту Трої впав, хоча існують і свідчення навпаки, заможності.
Будівлі Трої V просторіші за будівлі Трої IV. Імовірно, незадовго до закінчення попереднього етапу місто досягло процвітання. Житла регулярно прибиралися, що зменшило товщину культурного шару. В Трої V стали виплавляти власну бронзу. Мало відомо про поховальні звичаї цього періоду, але знайдено кілька захоронень під підлогами будинків. Достеменно невідомим чином Троя V зазнала значних руйнувань, не виявлено ні слідів пожежі, ні захоплення міста ворогами. Так чи інакше, наступне місто на місці старого було зовсім іншим, маючи відмінні розміри і планування.

### Троя VI (1700—1250р. до н.е.)
Нове місто існувало вже в часи середньої бронзової доби. Культура різко відрізняється від попередніх етапів, що пояснюється прибуттям і розселенням інших народів. Припускається, що це були прибулі з Греції, які доти місцями закріпилися в Малій Азії. Місто увійшло до етапу виняткового багатства і могутності. Діаметр цитаделі перевищував 180 м, її оперізувала стіна завтовшки 5 м, складена з тесаного каменю. По периметру розташовувалися щонайменше три вежі і чотири брами. В Трої VI на зовнішній стороні стіни з'являються вертикальні виступи через практично однакові проміжки. Будинки вільно розміщувалися на ступінчастих терасах колами, піднімаючись до центру пагорба; в деяких виявлені стовпи та основи колон. В житлах були одвірки, підлоги покривалися утрамбованою глиною. В місті знаходився великий колодязь, що одночасно слугував резервуаром для води.
Перші етапи поселення VI відзначені появою так званої сірої мінійської кераміки, а також першими свідченнями наявності коней. На всіх послідовних стадіях Трої VI сіра мінійська кераміка залишалася основним видом місцевого гончарства, її доповнюють кілька посудин, ввезених з Греції в епоху середньої бронзи, і багато посудин, імпортованих в мікенську епоху. Знайдено вироби зі слонової кості. Біля однієї з веж стояв ряд менгірів, існувало святилище, де спалювалися жертовні тварини. Троя цього часу мала кладовище, на пізніх етапах практикувалася кремація і захоронення праху в урнах.
Місто було зруйноване в ході землетрусу, який розтріскав стіни і спричинив обвал будівель. Троянці очевидно встигли покинути місто і врятувати своє майно. Верхні частини мурів зруйнувалися, але нижні вціліли.

### Троя VII (1250—1000р. до н.е.)

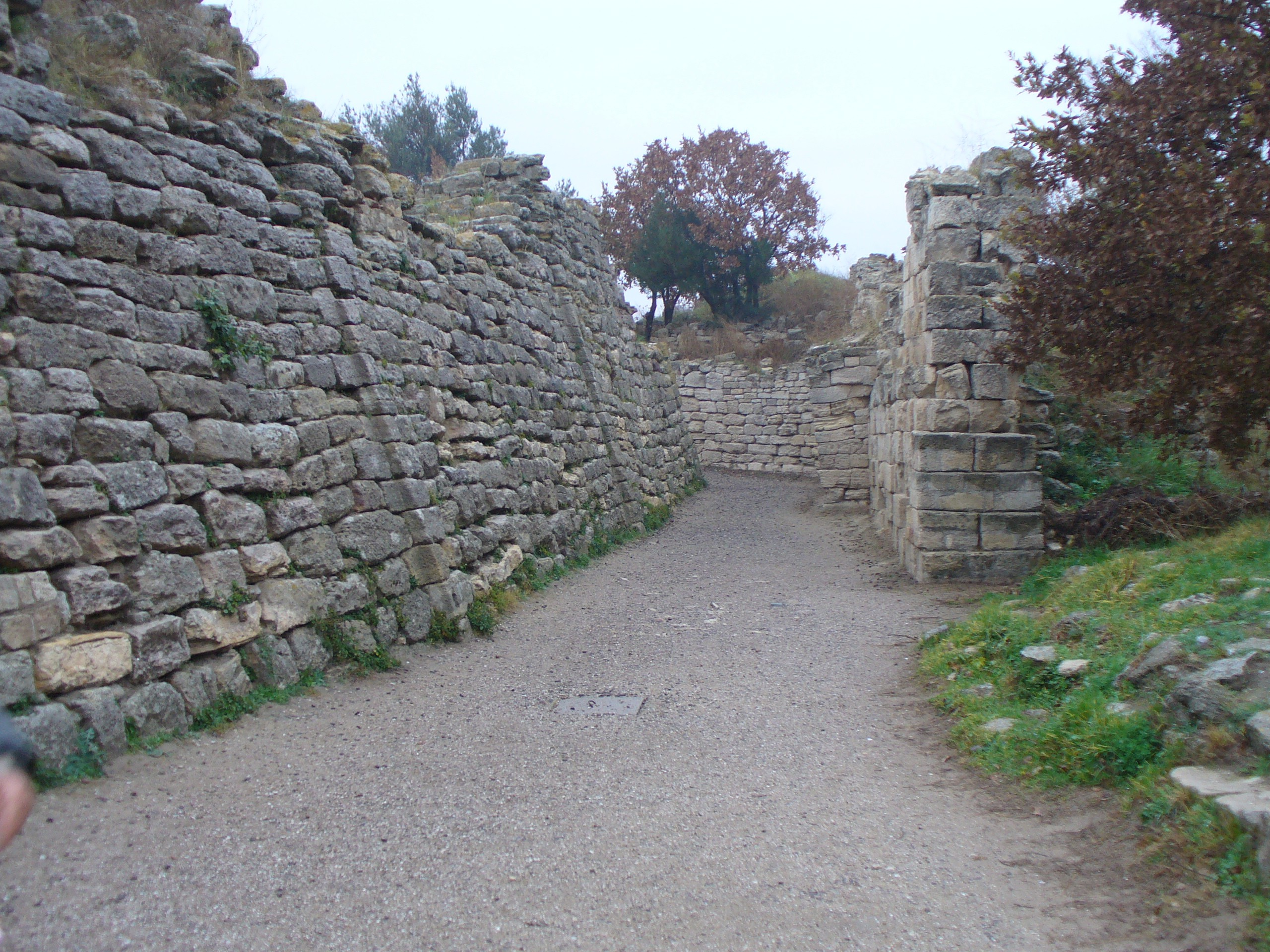
Розкопані мури Трої VII і IX

VIIa. Після землетрусу місто швидко було відбудовано, його шар відомий як Троя VIIa. Велика стіна по периметру була знову використана, як і вцілілі частини стін споруд всередині і багато будівельних блоків. Було прокладено дренажні рови, будинки стали меншими, вони тісно групувалися один до одного всередині фортеці. У підлоги будинків були вставлені великі глеки для припасів — піфоси. Це вказує на велике населення міста, як наслідок потребу робити припаси, і/або надзвичайне становище Трої, таке як облога. В цей період троянці менше завозили мікенську кераміку, натомість наслідували її у власних виробах.
Місто загинуло у вогні, шар містить сліди боїв і вбивств. Шар попелу становить від 0,5 до 1 метра. Але частина населення повернулася і знову облаштувалася на пагорбі, спочатку в колишньому складі. Пізніше до цих людей приєдналося (або тимчасово їх підкорило) інше плем'я. Згідно Гомера, це були дорійці, що вторглися до цієї місцевості через два покоління після завершення Троянської війни. Таким чином Троя VIIa є містом, описаним у Гомера, котрий зібрав відомості, збережені до тих часів, та описав їх у «Іліаді» та «Одіссеї».
VIIb. Багато жителів Трої вціліли і повернулися на колишнє місце, коли відбудували оборонні мури. Нові будівлі зводилися просто на руїнах старих за попереднім планом. Це місто мало ту ж культуру, що і знищене, але кераміка та інші предмети свідчить про зубожіння населення. Цей шар позначається як Троя VIIb-1, він охоплює часи від приблизно з 1260-го по 1200 рік до нашої ери. Багато пам'яток VIIb загалом було знищено за будівництва в римські часи.
Згодом місто було знищене, почавши Трою VIIb-2. Мури лишилися неушкодженими, немає слідів руйнувань, набігів, ніби нові жителі Трої просто вигнали попередніх і зайняли місто. Прибульці розширили численні будівлі, що призвело до їх злиття, об'єднали кімнати, прорубавши двері. Вони вдалися до нового архітектурного прийому, будуючи ортостати. Кераміка виліплювалася вручну, мала грубу і асиметричну форму, але прикрашалася і полірувалася. Колір кераміки варіювався від чорного до коричневого або сірого, зустрічаються і більш світлі відтінки.
Те, що кілька будинків Трої VIIb-2 були спалені, свідчить про загибель міста від пожежі. Фортеця, очевидно, знову була захоплена, розграбована і підпалена. Все це сталося в часи, коли Східне Середземномор'я здійснювало перехід від пізньої бронзової до залізної доби.

### Троя VIII (1000— 85р. до н.е.)

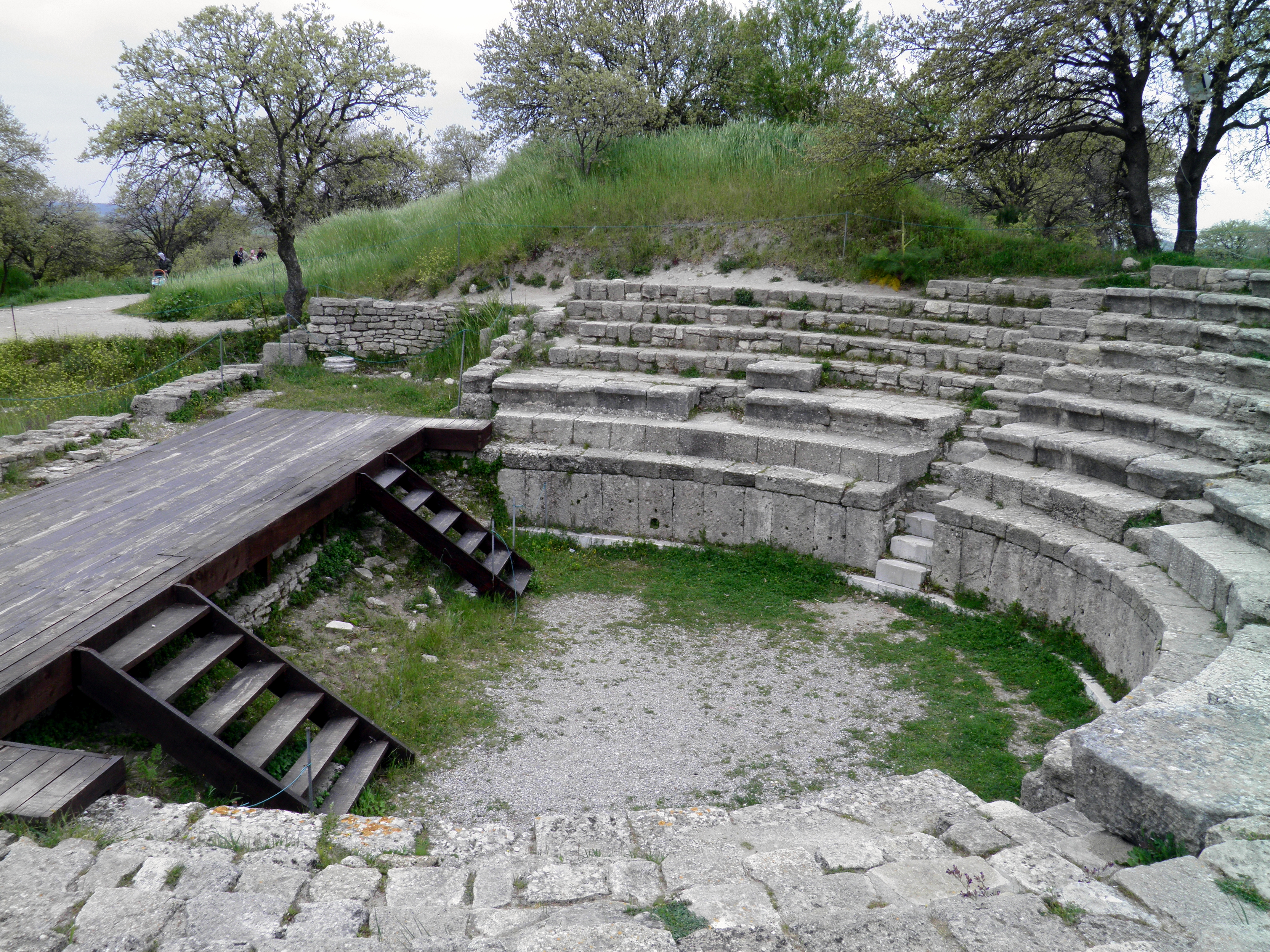
Римський одеон Трої IX

Тепер Троя стала грецьким містом. Вона була упорядкованою в перші періоди, але до VI ст. до н. е., коли частина населення її покинула, занепала. В цей час Троя втратила політичне значення. У святилищі на південно-західному схилі акрополя відбувалися жертвоприношення — швидше за все, Кібелі; можливо, на вершині існував також храм Афіни. В 480 році до н. е. руїни Трої відвідав цар Ксеркс, 334 до н. е., — Александр Македонський. Останній приніс в жертву Пріаму свою зброю і поклявся збудувати на тому місці таке ж велике місто, як знищене у Троянській війні. Однак він не встиг виконати клятву через смерть, його полководець Лісімах, аби Александр не отримав недоброї слави, збудував за нього мури завдовжки 40 стадіїв (близько 7 кілометрів).

### Троя IX (85 до н.е.— 500р. н.е.)
За Юлія Цезаря і Октавіана Августа троянців було звільнено від державних повинностей на знак пошани до троянця Енея, від якого вели свою історію римляни. В цей час Троя була місцем вшанування героїв і називалася Новим Іліоном. Римські імператори з династії Юліїв-Клавдіїв здійснили програму широкомасштабної реконструкції міста. Вершина пагорба була зрізана і вирівняна, внаслідок чого шари VI, VII і VIII там перемішалися. Було зведено храм Афіни зі священною ділянкою, на пагорбі і на рівному майданчику південніше були побудовані громадські будівлі, також обнесені стіною, а в північно-східному схилі — великий театр. За часів Костянтина Великого (306—337 роки н. е.), котрий збирався зробити місто своєю столицею, Троя процвітала, але втратила своє значення з піднесенням Константинополя. В VI ст. на пагорбі Гіссарлик зникли останні поселення.

## Галерея

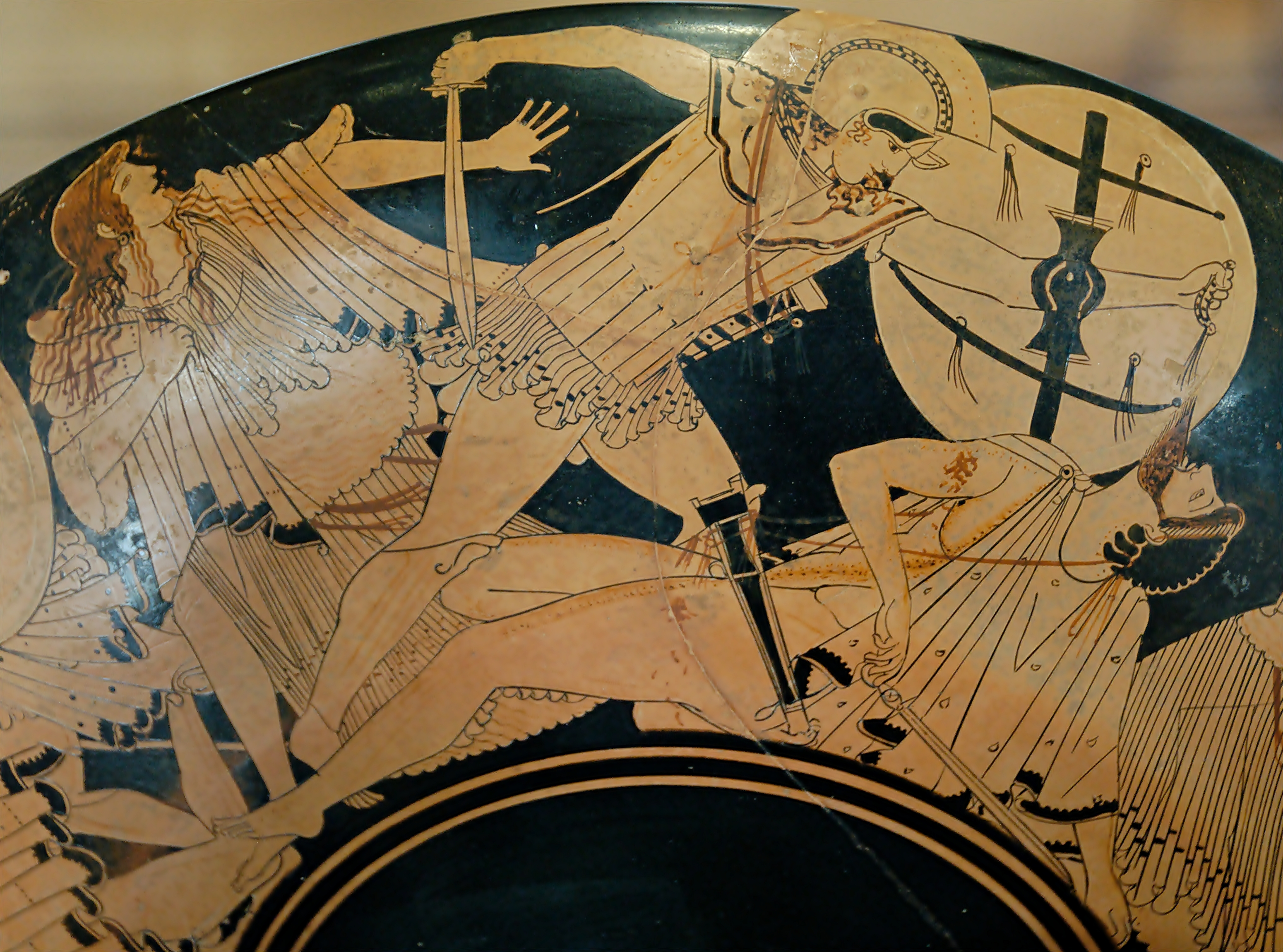
Розграбування Трої, зображення на давньогрецькому піфосі, близько 510 р. до н. е.
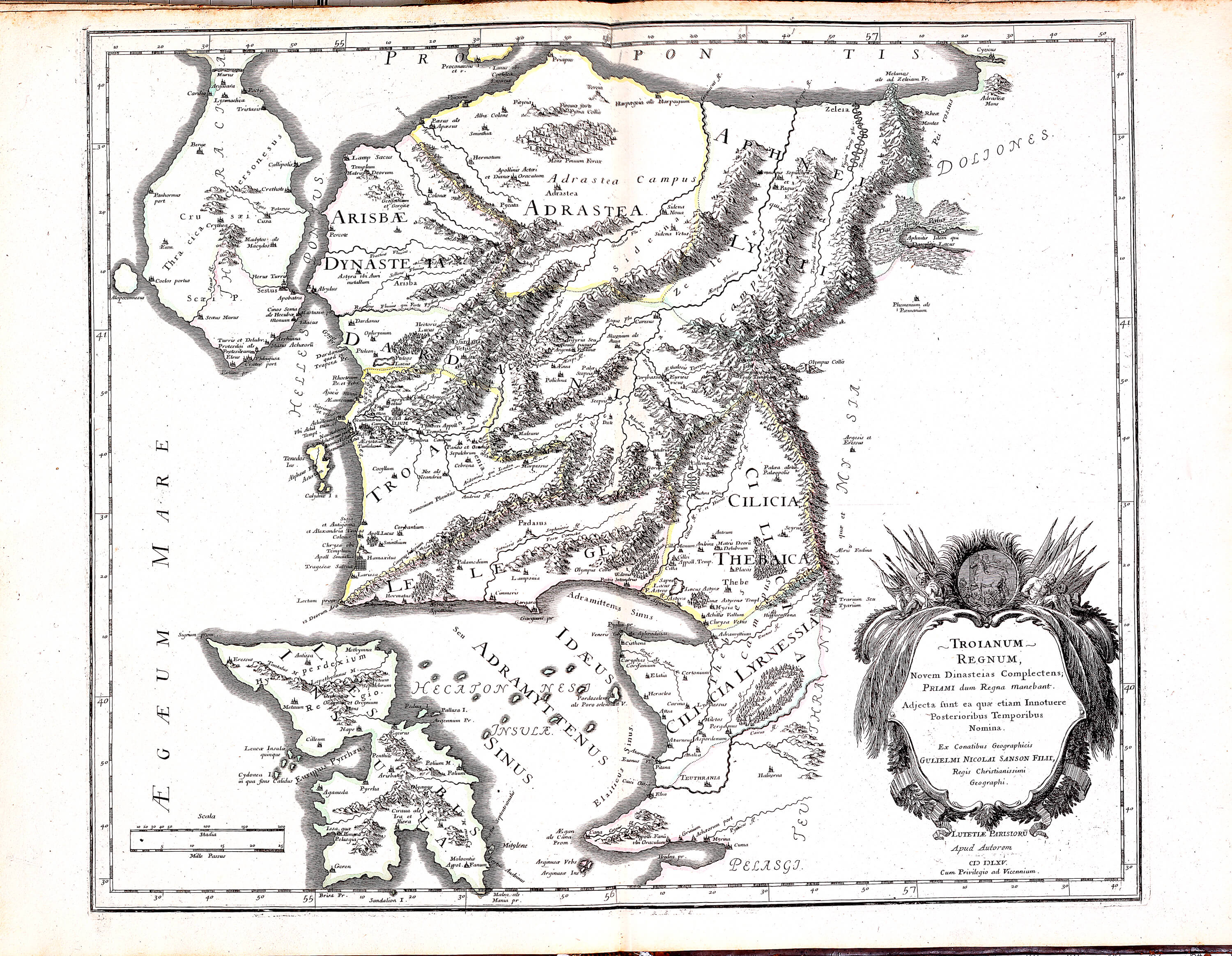
Нікола Сансон. «Troianum Regnum» (Троянське царство). 1651
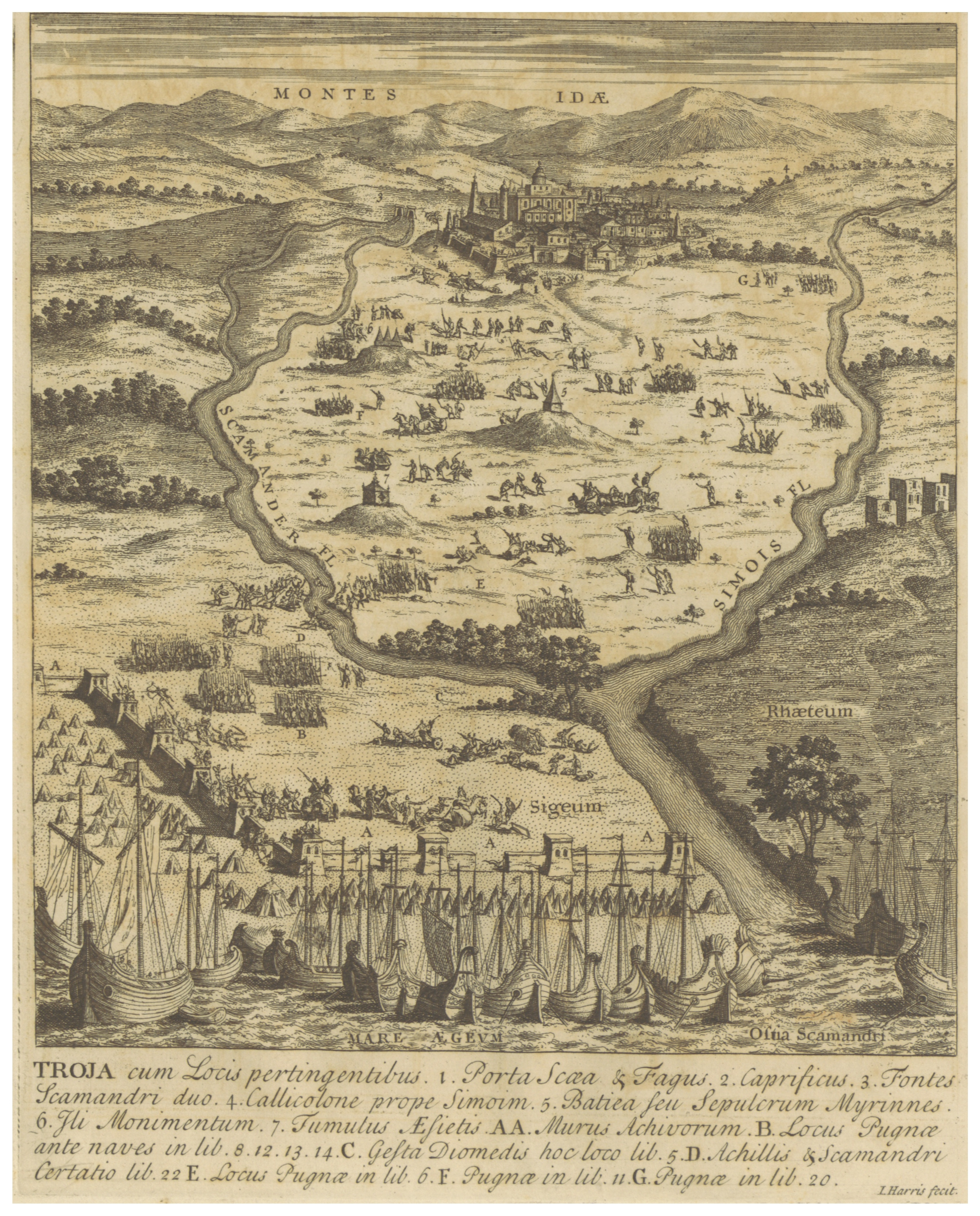
Троя. Ілюстрація до «Іліади» Гомера, 1716
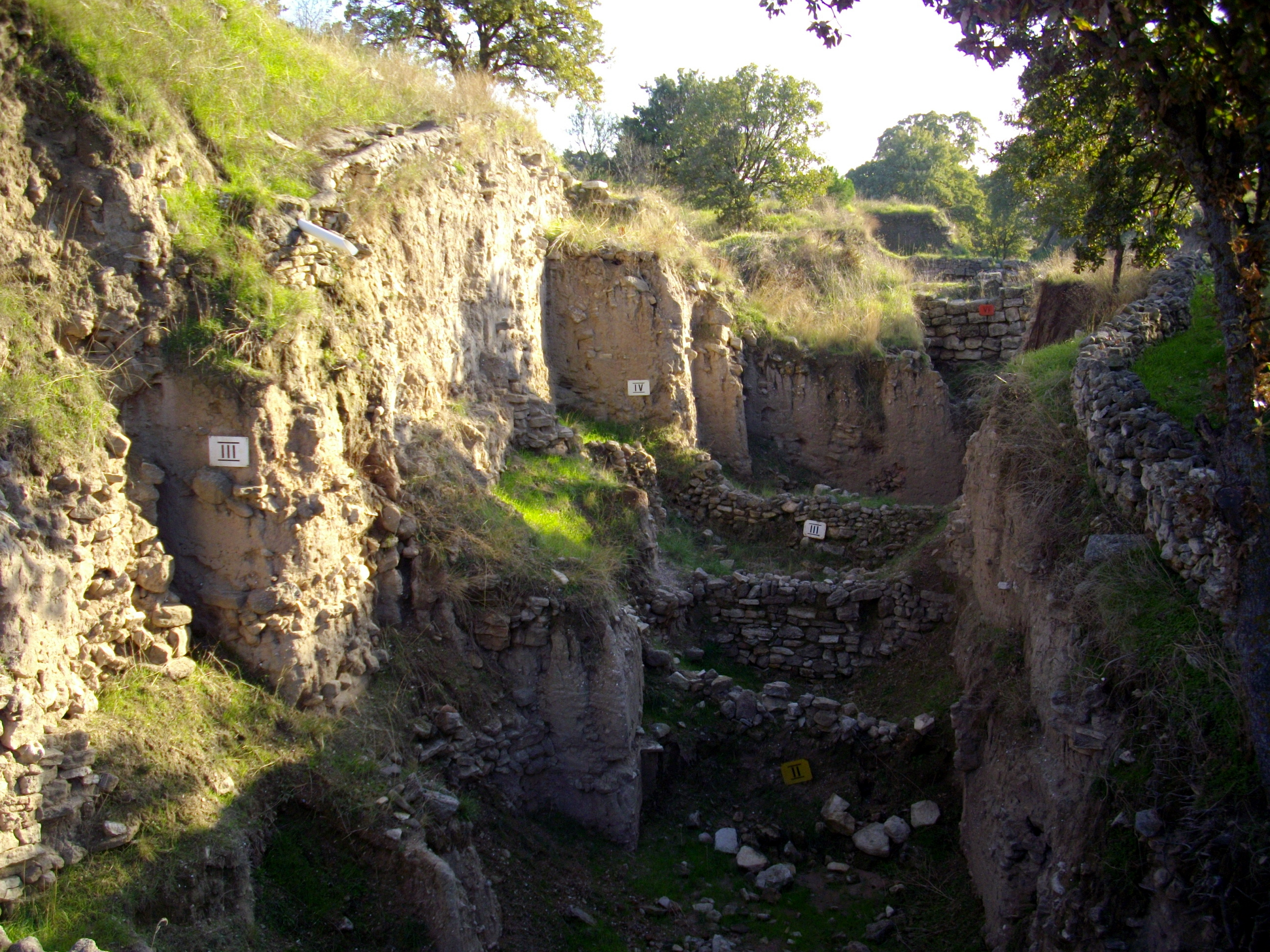
Місце розкопок Шлімана
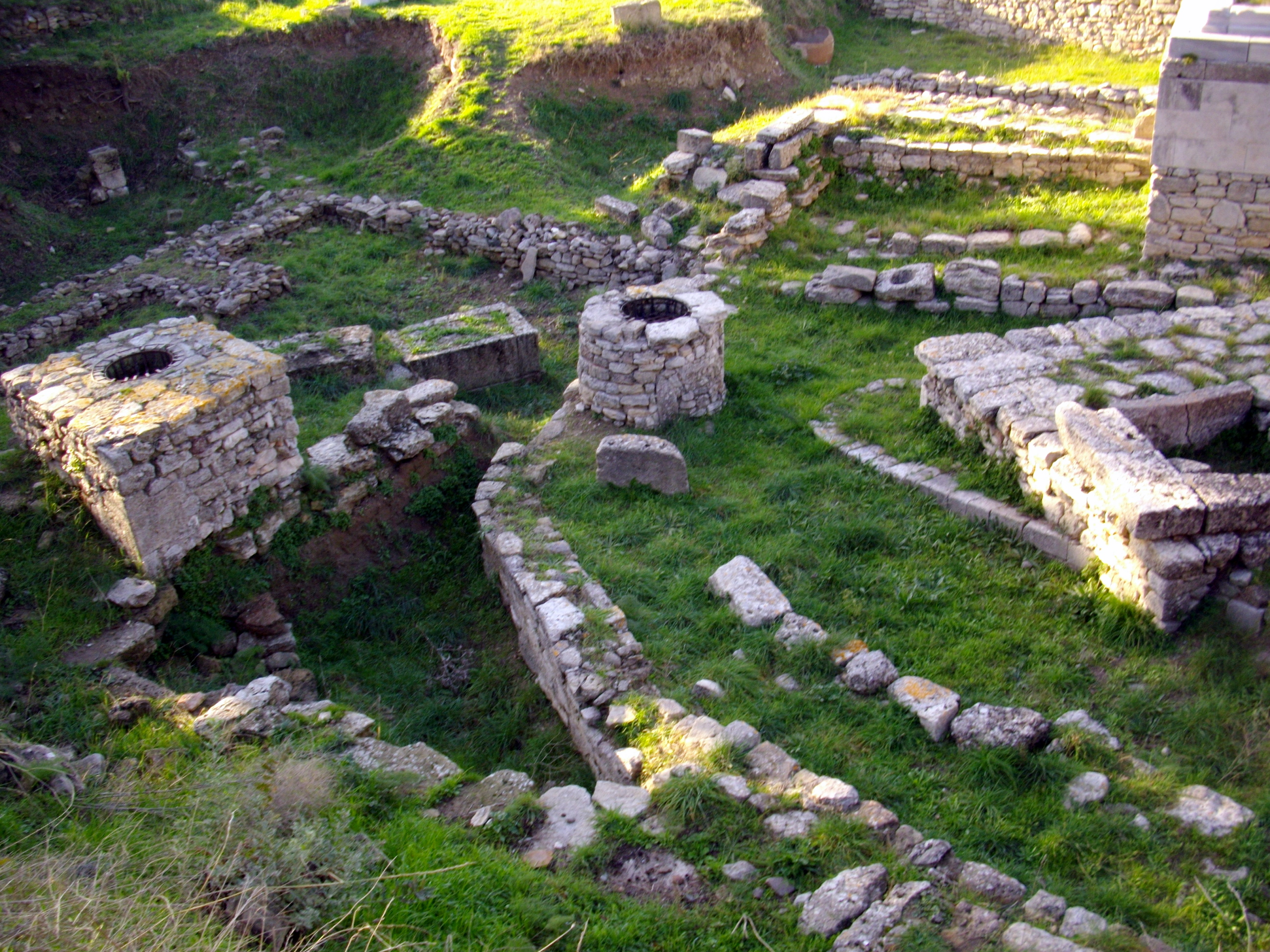
Сучасні руїни Трої
Сучасні руїни Трої

## Першоджерела
- Гомер. Одіссея / переклад із давньогрецької Б. Тена. Київ: Дніпро, 1963.